# RCD Cup 1974
La RCD Cup 1974 (1974 RCD Cup) fu la quinta edizione della RCD Cup, competizione calcistica per nazionali riservata alle nazioni aderenti al patto di cooperazione regionale (Regional Cooperation for Development): Iran, Pakistan e Turchia. La competizione si svolse in Pakistan dal 17 gennaio al 20 gennaio 1974.

## Formula
- Qualificazioni

Nessuna fase di qualificazione. Le squadre sono qualificate direttamente alla fase finale.
- Fase finale

Girone unico - 3 squadre, giocano partite di sola andata. La vincente si laurea campione della RCD Cup.

## Stadi
| Karachi                         | Karachi |
| ------------------------------- | ------- |
| Hockey Club of Pakistan Stadium | Karachi |
| Capienza: 30.000                | Karachi |
|                                 | Karachi |

## Squadre partecipanti
| Pr. | Squadra  | Data di qualificazione certa | Partecipante in quanto | Partecipazioni precedenti al torneo | Ultima presenza |
| --- | -------- | ---------------------------- | ---------------------- | ----------------------------------- | --------------- |
| 1   | Iran     | -                            | Qualificata di diritto | 4 (1965, 1967, 1969, 1970)          | Iran 1970       |
| 2   | Pakistan | -                            | Qualificata di diritto | 4 (1965, 1967, 1969, 1970)          | Iran 1970       |
| 3   | Turchia  | -                            | Qualificata di diritto | 4 (1965, 1967, 1969, 1970)          | Iran 1970       |

Nella sezione "partecipazioni precedenti al torneo", le date in grassetto indicano che la nazione ha vinto quella edizione del torneo, mentre le date in corsivo indicano la nazione ospitante.

## Fase finale

### Girone unico

#### Classifica
| Pos | Squadra  | P.ti | G | V | N | P | GF | GS | DR |
| --- | -------- | ---- | - | - | - | - | -- | -- | -- |
| 1   | Turchia  | 3    | 2 | 1 | 1 | 0 | 3  | 2  | +1 |
| 2   | Iran     | 2    | 2 | 1 | 0 | 1 | 2  | 2  | 0  |
| 3   | Pakistan | 1    | 2 | 0 | 1 | 1 | 3  | 4  | -1 |

#### Risultati
| Karachi 17 gennaio 1974 | Iran | 2 – 1 | Pakistan | Hockey Club of Pakistan Stadium |

| Karachi 18 gennaio 1974 | Turchia | 2 – 2 | Pakistan | Hockey Club of Pakistan Stadium |

| Karachi 20 gennaio 1974 | Iran | 0 – 1 | Turchia | Hockey Club of Pakistan Stadium |